# Điện Hòa
Điện Hòa là một xã thuộc thị xã Điện Bàn, tỉnh Quảng Nam, Việt Nam.

## Địa lý

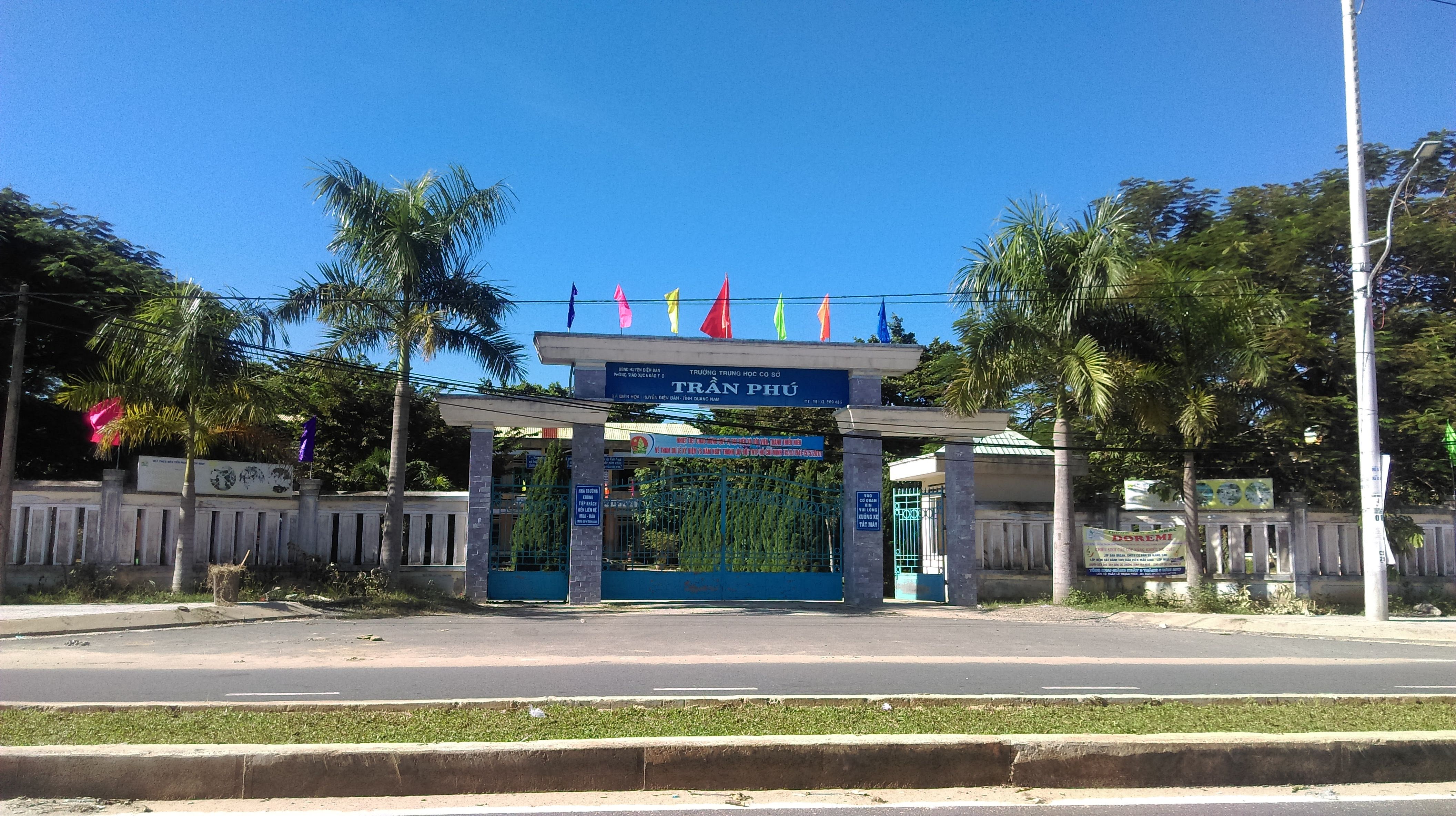
Trường THCS Trần Phú

Xã Điện Hoà nằm ở phía bắc thị xã Điện Bàn, có vị trí địa lý:
- Phía đông giáp các phường Điện Thắng Bắc, Điện Thắng Nam, Điện Thắng Trung và Điện An
- Phía tây giáp các xã Điện Tiến và xã Điện Thọ
- Phía nam giáp xã Điện Thọ và xã Điện Phước
- Phía bắc giáp thành phố Đà Nẵng.

Xã Điện Hòa có diện tích 17,43 km², dân số năm 2019 là 13.183 người, mật độ dân số đạt 756 người/km².

## Hành chính
Xã Điện Hòa được chia thành 11 thôn: Quang Phường, Hà Đông, Bích Bắc, Quang Hiện, Xóm Bùng, Hà Tây 1, Hà Tây 2, La Thọ 1, La Thọ 2, La Thọ 3, Đông Hồ.